# Исидзаки, Дэндзо
Дэндзо Исидзаки (яп. 石崎 伝蔵; 20 октября 1886 года — 29 апреля 1999 года) — японский долгожитель. С 25 декабря 1998 года до своей смерти он был старейшим живущим мужчиной мира.

## Биография
Дэндзо родился 20 октября 1886 года в Японии. Известно, что он работал школьным учителем, а после выхода на пенсию недолго был членом городского собрания.
По словам его семьи, здоровье Дэндзо ухудшилось после травмы бедра в 1997 году.
В декабре 1998 года, после смерти 113-летнего Уолтера Ричардсона, Дэндзо стал старейшим живущим мужчиной мира. А в феврале 1999 года, с кончиной Ясу Акино, он стал старейшим живущим человеком в Японии. Спустя два месяца, 29 апреля 1999 года, Исидзаки скончался от полиорганной недостаточности.
На момент смерти он был девятым старейшим живущим человеком в мире.